# Cynortoides albiadspersus
Cynortoides albiadspersus is een hooiwagen uit de familie Cosmetidae.